# Cladech
Cladech – miejscowość i gmina we Francji, w regionie Nowa Akwitania, w departamencie Dordogne.
Według danych na rok 1990 gminę zamieszkiwało 81 osób, a gęstość zaludnienia wynosiła 15 osób/km² (wśród 2290 gmin Akwitanii Cladech plasuje się na 1094. miejscu pod względem liczby ludności, natomiast pod względem powierzchni na miejscu 1402.).